# النزالة (إقليم الرشيدية)
 النزالة (بالإنجليزية: EN-NZALA)‏ هي جماعة قروية تابعة لإقليم الرشيدية ضمن جهة مكناس تافيلالت بالمغرب.  بلغ مجموع عدد سكان  النزالة  حسب إحصاءات 2004 حوالي  5186 نسمة  يعيشون في  869 أسرة.

## إحصاء عام
| السنة | عدد السكان | عدد الأسر | عدد الأجانب |
| ----- | ---------- | --------- | ----------- |
| 1994  | 3675       | 644       | °°°°        |
| 2004  | 5186       | 869       | 0           |